# Golful Lituya

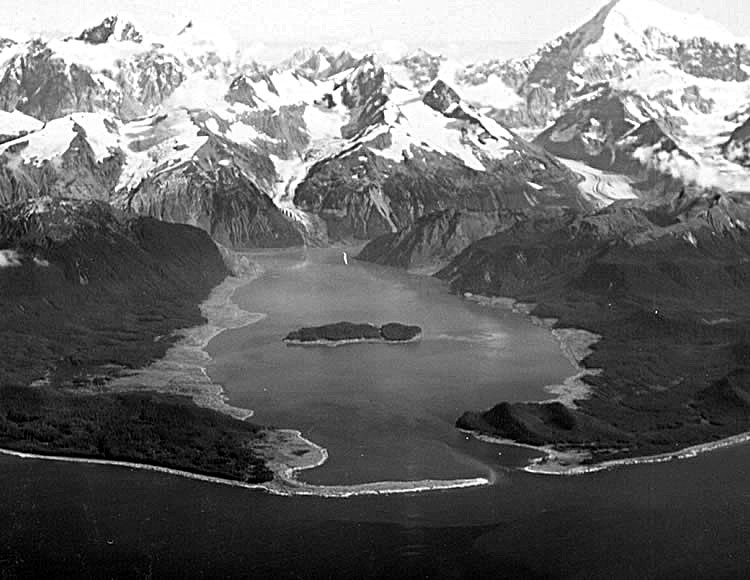
Imagine cu distrugerile tsunamiului din 1958.

Golful Lituya este un fiord, situat pe coasta de sud-est a statului american Alaska. Coordonatele sale sunt 58°38′13″N 137°34′23″V / 58.63694°N 137.57306°V. Are 14.5 km lungime și 3.2 km lățime la punctul său cel mai larg.  Golful a fost observat în anul 1786 de către Jean-François de La Pérouse, care l-a numit "Port des Français".

## Descriere
Ghețarii din zonă varsă în Golful Lituya. Insula Cenotaph este situată aproximativ în mijlocul golfului. Intrarea în golf are aproximativ 500 m lărgime, cu un canal navigabil îngust.
Golful este renumit pentru maree sale ridicate, care au o înălțime de aproximativ 3 m.  Curenții de maree pot ajunge la intrare la 9.4 kilometri pe oră. Intrarea este considerată periculoasă pentru navigație, în special atunci când au loc curenții de maree, dar interiorul golfului oferă o bună protecție a navelor ancorate.
Golful Lituya face parte din Parcul Național Glacier Bay National Park and Preserve.

## Megatsunamiul din 1958

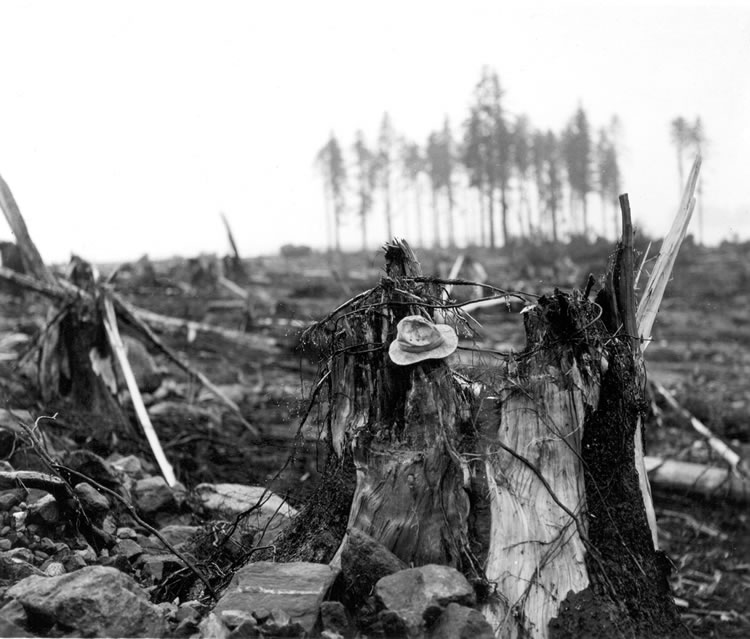
Copaci distruşi de val.

Topografia care duce la curenții mareeci mari a creat, de asemenea, cel mai mare val tsunami înregistrat vreodată în lume. Pe 9 iulie 1958, un cutremur a determinat o alunecare de teren la intrarea în golf, generând un megatsunami masiv care a măsurat 524 m înălțime. Pentru comparație, Empire State Building are 448 m înălțime, inclusiv turla antenei acestuia. Valul a avut suficientă putere pentru a distruge toți copacii pe o rază de până la 525 de metri în jurul golfului. Cei mai mulți dintre copaci au fost molizi, iar majoritatea au avut 1.8 metri grosime. Valul a dezbrăcat solul până la roca de bază în jurul întregului golf. Au fost trei bărci de pescuit ancorate aproape de intrarea în Golful Lituya în ziua în care valul uriaș a avut loc. O barcă s-a scufundat și doi oameni au fost uciși. Celelalte două bărci au fost capabile să plutească pe valuri. Printre supraviețuitori au fost Adam Gray, William A. Swanson și Howard G. Ulrich, care au povestit ceea ce au observat. Bazându-se pe descrierea lui Swanson privind durata de timp care i-a luat valului pentru a ajunge la barca lui după suprascurgerea de pământ, s-a stabilit că unda a călătorit cu până la 965 kilometri pe oră. Când a ajuns la mare, cu toate acestea, valul s-a disipat repede. Acest incident și raportul martorilor oculari a fost prima dovadă directă a existenței unui megatsunami ca o calamitate naturală adevărată.